# James Bond 007 – Liebesgrüße aus Moskau
James Bond 007 – Liebesgrüße aus Moskau (Originaltitel From Russia with Love) ist ein Actionfilm nach dem gleichnamigen Roman von Ian Fleming und der zweite Teil von Eons James-Bond-Reihe nach Flemings Werken. Eine junge russische Überläuferin lockt den britischen Superspion nach Istanbul und damit unwissentlich in eine Falle des internationalen Verbrechersyndikats SPECTRE.
Der Film kam 1963 in die Kinos und wird zu den besten Bond-Filmen gezählt; auch der Hauptdarsteller Sean Connery sah es so. Der Film startete am 14. Februar 1964 in den bundesdeutschen Kinos.

## Handlung
Die Verbrecherorganisation PHANTOM (orig. SPECTRE, Special Executive for Counter-Intelligence, Terrorism, Revenge, and Extortion, Apronym von englisch spectre ‚Schreckgespenst‘) will während des Kalten Kriegs die beiden Seiten gegeneinander ausspielen. Nach dem vom PHANTOM-Strategen Kronsteen, einem Großmeister im Schach, aufgestellten Plan will man die sowjetische Dechiffriermaschine Lector stehlen und sich gleichzeitig an James Bond für den Tod des PHANTOM-Partners Dr. No rächen.
Mit der Ausführung des Plans wird die ehemalige sowjetische Geheimdienstabteilungsleiterin Oberst Rosa Klebb beauftragt, die heimlich zu PHANTOM übergelaufen ist und die arglose Dechiffrier-Spezialistin des sowjetischen Konsulates, Tatiana Romanova, für eine angebliche Spezialmission rekrutiert: Sie soll mit James Bond eine Affäre beginnen. Dem britischen Geheimdienst wird eine Nachricht zugespielt, dass eine sowjetische Agentin Bond diese Maschine verschaffen will, da sie sich in ihn verliebt habe. James Bond erhält den Auftrag, sich dieses Gerät zu beschaffen. Bevor er seine Reise nach Istanbul antritt, erhält er von Q einen Aktenkoffer, der mit diversen Gadgets ausgestattet ist. In Istanbul beginnt er mit Tatiana Romanova eine Romanze, um an die Dechiffriermaschine zu gelangen.
Bond bringt mit Hilfe des MI6-Vertrauten Ali Kerim Bey und Tatianas die Dechiffriermaschine an sich und flieht mit ihnen im Simplon-Orient-Express durch Jugoslawien. Sowohl ein russischer Agent als auch der PHANTOM-Agent „Red“ Grant sind mit an Bord des Zuges. Bond findet den russischen Agenten und Ali Kerim Bey, die von Grant getötet worden sind, und wird schließlich von ihm selbst in eine Falle gelockt. Grant offenbart ihm den kompletten Plan und kündigt Bond an, ihn qualvoll zu ermorden. Mithilfe seines speziellen Aktenkoffers kann Bond sich aus der misslichen Situation befreien und schafft es nach einer Schlägerei im Abteil, Grant zu töten und mit Tatiana aus dem Zug zu entkommen. Auf der folgenden Flucht werden die beiden von PHANTOM-Agenten mit einem Hubschrauber und später mit Booten bedrängt, gelangen aber schließlich nach Venedig.
Nachdem Bond alle Gefahren durch List und Geschick überstanden hat, zitiert der PHANTOM-Anführer Blofeld Kronsteen und Rosa Klebb zu sich, die sich gegenseitig die Verantwortung am Scheitern des Plans geben. Blofeld lässt schließlich Kronsteen als Versager umbringen und gibt Klebb eine letzte Chance, Bond zu töten und sich der Lector zu bemächtigen. Als Zimmermädchen verkleidet, versucht sie, Bond mit einer vergifteten Schuhspitze zu töten. Tatiana Romanova muss sich zwischen der Liebe zu Bond und ihrer Verpflichtung gegenüber ihrer vermeintlichen Vorgesetzten entscheiden; sie erschießt Klebb und rettet Bond damit in höchster Not.

## Produktion

### Besetzung
| Figur                | Darsteller                                | Deutscher Sprecher    |
| -------------------- | ----------------------------------------- | --------------------- |
| James Bond           | Sean Connery                              | Gert Günther Hoffmann |
| Tatiana Romanova     | Daniela Bianchi (Stimme: Barbara Jefford) | Marianne Mosa         |
| Ali Kerim Bey        | Pedro Armendáriz                          | Klaus Miedel          |
| Rosa Klebb           | Lotte Lenya                               | Alice Treff           |
| Donald „Red“ Grant   | Robert Shaw                               | Horst Niendorf        |
| M                    | Bernard Lee                               | Siegfried Schürenberg |
| Sylvia Trench        | Eunice Gayson                             | Uta Hallant           |
| Morzeny              | Walter Gotell                             | Benno Hoffmann        |
| Vavra                | Francis De Wolff                          | Stanislav Ledinek     |
| Zugschaffner         | George Pastell                            | Wolfgang Draeger      |
| Kronsteen            | Vladek Sheybal                            | Jürgen Thormann       |
| Ernst Stavro Blofeld | Anthony Dawson (Stimme: Eric Pohlmann)    | Friedrich Joloff      |
| Major Boothroyd (Q)  | Desmond Llewelyn                          | Heinz Petruo          |

Blofeld, von dem nur Hinterkopf und Hände zu sehen sind, wird von Anthony Dawson gespielt, der im Vorgängerfilm noch den Bösewicht Professor Dent mimte. Im englischen Original wurde er vom österreichischen Schauspieler Eric Pohlmann synchronisiert.
Desmond Llewelyn tritt zum ersten Mal in der Rolle des Q auf, wobei er in der deutschen Synchronfassung des Filmes noch als „Waffenmeister“ bezeichnet wird. Diese Figur spielte er von 1963 bis zu seinem Tod im Jahr 1999 in allen offiziellen Bond-Filmen, außer 1973 in Leben und sterben lassen. Das für die Beziehung zwischen Bond und Q übliche verbale Kräftemessen fehlt in diesem Film noch. Q erklärt hier lediglich die unterschiedlichen Funktionen von Bonds Aktenkoffer, ohne dass die spezielle Freundschaft zwischen den beiden zum Ausdruck kommt.
Rosa Klebb wurde von Lotte Lenya gespielt.
Die Rolle der Tatiana Romanova wurde mit Daniela Bianchi besetzt. Da die Verantwortlichen der Meinung waren, dass Bianchis Englisch nicht gut genug sei, wurde die Rolle von der britischen Schauspielerin Barbara Jefford nachsynchronisiert.
Der Schauspieler Pedro Armendáriz ist in der Rolle des Ali Kerim Bey zum letzten Mal vor seinem Tod auf der Leinwand zu sehen.

### Dreharbeiten
Die Dreharbeiten fanden vom 1. April 1963 bis 23. August 1963 in folgenden Ländern statt:
- Vereinigtes Königreich
  - Pinewood Studios, London
  - Hurley, Berkshire
  - Firth of Lorn, Schottland
  - Crinan und Lochgilphead, Schottland
- Italien
  - Venedig
- Türkei
  - Istanbul
  - Bucht von Pendik
- Jugoslawien
  - Belgrad
- Spanien

Für Publicity-Fotos posierte der Hauptdarsteller Sean Connery mit einer erhobenen Pistole in der Hand. Dabei handelte es sich um eine einfache Luftpistole der Marke Walther, Modell 53. Diese wurde 2010 vom englischen Auktionshaus Christie’s für unerwartet hohe 277.250 £ versteigert und dürfte damit die teuerste Luftpistole der Welt geworden sein.
Die Schachpartie zwischen Kronsteen und MacAdams basiert auf der Schachpartie Spasski – Bronstein, UdSSR-Meisterschaft 1960. Spasski war später von 1969 bis 1972 Schachweltmeister.

## Stilmittel

### Musik
Das Titellied From Russia With Love wurde von Matt Monro gesungen. Im Vorspann wird eine Instrumentalversion verwendet. Nur in einer Filmszene und im Abspann ist Monroes Gesang zu hören. Nach seinem viel beachteten Arrangement für den Vorgängerfilm Dr. No ist dies der erste komplette Bond-Soundtrack von John Barry. Er führte hier das Action-Thema 007 ein, das Bond-Filme bis einschließlich Moonraker (1979) in Variationen begleitete.
Der Soundtrack erschien erstmals bei United Artists Records im Jahr 1963 auf LP. In den 1980er Jahren wurde eine erste CD-Pressung von EMI Records herausgebracht. Nach dem 40. James-Bond-Jubiläum wurde 2003 eine neu aufgearbeitete Fassung von Capitol Records veröffentlicht. In Deutschland gab es auch eine deutschsprachige Version des Titelliedes, welche von Ruth Berlé unter dem Titel Die Wolga ist weit gesungen wurde.
Titelliste der Originalauflage
1. Opening Titles: James Bond Is Back From Russia With Love (02:29)
2. Tania Meets Klebb (01:29)
3. Meeting In St. Sophia (01:09)
4. The Golden Horn (02:26)
5. Girl Trouble (02:25)
6. Bond Meets Tania (01:20)
7. 007 (02:46)
8. Gypsy Camp (01:16)
9. Death of Grant (01:59)
10. From Russia With Love (02:35) gesungen von Matt Munro
11. Spectre Island (01:18)
12. Guitar Lament (01:11)
13. Man Overboard – Smersh In Action (02:18)
14. James Bond With Bongos (02:32)
15. Stalking (02:05)
16. Leila Dances (01:56)
17. Death of Kerin (02:30)
18. 007 Takes The Lektor (03:03)

### Gadgets
- Der Aktenkoffer – dies ist Bonds erstes Gadget (technische Spielerei). Er wird ihm von der Q-Abteilung übergeben und enthält ein zerlegbares Scharfschützengewehr im (fiktiven) Kaliber 0.25 mit einem Zielfernrohr mit „Infrarotstrahlen“ (ein Nachtsichtgerät in der gezeigten Größe war damals technisch noch nicht machbar). Die im Film gezeigte Waffe war die tatsächlich existierende AR-7 Survival Rifle im Kaliber .22 LR (5,6 × 15 mm) der Firma ArmaLite für die US Air Force als Notfallbewaffnung.[9] Die originale AR-7 war zwar wie dargestellt zerlegbar, enthielt aber keinen Schalldämpfer. Die AR-7 taucht im späteren Film Goldfinger in der Hand von Tilly Masterson erneut auf. In Geheimfächern des Aktenkoffers sind 2 × 10 Schuss Munition, ein Messer und 50 Goldstücke (Sovereigns) versteckt. Das Schloss ist mit einem Mechanismus gesichert, der bei falscher Bedienung eine in einer Puderdose versteckte Tränengasladung auslöst.
- Ein unauffälliger Wanzendetektor (im Original ein Schichtstärkenmessgerät „Elcometer“).
- Ein Pager – Bond besaß ein Gerät, mit dem der Geheimdienst MI6 ihn jederzeit kontaktieren konnte (im Original ein Pager der Firma Multitone).
- Ein Funktelefon in Bonds Auto, einem Bentley Mark IV – zu dieser Zeit noch lange keine Selbstverständlichkeit.
- Ein in einem Fotoapparat verstecktes Tonbandgerät.
- Der Gegenspieler Red Grant verfügt über eine als Armbanduhr getarnte Garrotte, die auch im späteren Film Im Geheimdienst ihrer Majestät noch einmal kurz gezeigt wird.
- In den Schuhspitzen von Klebb und Morzeny befindet sich jeweils eine verborgene und mit Gift versehene Springklinge.
- Als Privatyacht von Blofeld diente die nach Griechenland verkaufte Wappen von Hamburg.

### Fehler im Dialog
In der Szene, wo Ali Kerim Bey James Bond per Boot durch die unterirdischen Zisternen führt, erläutert er, diese seien „von Kaiser Konstantin vor über 1600 Jahren“ gebaut worden – in Wirklichkeit aber wurden sie erst unter Kaiser Justinian I. Anfang 6. Jahrhundert, also ca. 200 Jahre später, angelegt.

## Veröffentlichung

US-amerikanisches Logo

Britisches Logo, an dem sich das deutschsprachige orientierte

Die Weltpremiere fand am 10. Oktober 1963 zeitgleich an verschiedenen Orten in London statt. Als Hauptveranstaltung gilt die Aufführung im Odeon am Leicester Square, bei der die Schauspieler Sean Connery und Daniela Bianchi sowie die Produzenten Albert R. Broccoli und Harry Saltzman anwesend waren. Die britische Königsfamilie wurde durch den Duke of Bedford nebst Gemahlin repräsentiert.
In den Vereinigten Staaten fand die Premiere am 8. April 1964 in New York City statt. Ab dem 27. Mai 1964 war der Film dort als Double Feature mit War Is Hell zu sehen. In den bundesdeutschen Kinos startete der Film am 14. Februar 1964.
Der Film war ein großer kommerzieller Erfolg. Er spielte bei einem Budget von geschätzten 2 Mio. US-Dollar weltweit beinahe 79 Mio. US-Dollar wieder ein, davon fast 25 Mio. allein in den Vereinigten Staaten.
Die Zeitschrift Stern gibt nach Daten von 2011 als weltweites Einspielergebnis inflationsbereinigte 576 Millionen US-Dollar an, was den Film auf Platz 10 von 23 einreiht. Die Besucherzahlen in Deutschland werden mit 3 Millionen angegeben.
Der Film lief am 9. Juni 1984 um 22:15 Uhr auf ARD als erster Film der Reihe erstmals im deutschen Fernsehen.

## Rezeption
Liebesgrüße aus Moskau erhielt ein sehr gutes Presseecho, was sich auch in den Auswertungen US-amerikanischer Aggregatoren widerspiegelt. So erfasst Rotten Tomatoes fast ausschließlich wohlwollende Besprechungen und ordnet den Film dementsprechend als „Zertifiziert Frisch“ ein. Metacritic ermittelt aus den vorliegenden Bewertungen „Einhelliges Kritikerlob“.

„Höhepunkt der ironisch servierten Abenteuer ist die Jagd auf den flüchtenden Bond mit Hubschrauber und Schnellbooten.“

Rückblickend wird der Film häufig als einer der besten Beiträge zur James-Bond-Reihe bezeichnet, z. B. 1984 von Raymond Benson in seinem Standardwerk The James Bond Bedside Companion. Diese Einschätzung belegen auch die Platzierungen in verschiedenen Ranglisten der letzten Jahre.
Die Zeitschrift Entertainment Weekly erstellte 2006, über 40 Jahre nach der Veröffentlichung des Films, eine Rangfolge der James-Bond-Filme, in der Liebesgrüße aus Moskau als 9. von 21 Filmen abschnitt. Bemängelt wurde ein oft langsames Tempo des Films.
Im Jahr 2009 nannte der deutsche James-Bond-Experte Siegfried Tesche den Film in einer Liste der zehn besten James-Bond-Filme aller Zeiten auf Platz 3. Gefallen fand er an den Leistungen der Schurkendarsteller Robert Shaw und Lotte Lenya.
Drei Jahre später wurde von den Besuchern der James-Bond-Fanseite MI6-HQ.com über die besten Bond-Filme abgestimmt, wobei Liebesgrüße aus Moskau als drittbester Film abschnitt.
Im Jahr 2012 wurden die Bond-Filme von den Lesern des 007 Magazine bewertet. Liebesgrüße aus Moskau belegte auch hier den dritten Platz. In einer ebenfalls 2012 veröffentlichten Liste des Rolling Stone nimmt Liebesgrüße aus Moskau sogar Platz 2 von 24 Filmen ein. In dem 2012 erschienenen Sonderheft 50 Jahre James Bond des Stern wird der Film mit 5 von 5 Sternen („super“) bewertet. Im selben Jahr wurde Liebesgrüße aus Moskau von dem Magazin Time Out als drittbester Bond-Film genannt.
Kameramann Ted Moore wurde 1964 in der Kategorie Best British Cinematography mit dem British Film Academy Award ausgezeichnet.

## Adaptionen

Logo des Videospiels

Electronic Arts veröffentlichte 2005 das Videospiel Liebesgrüße aus Moskau. Den Herstellern des Spieles gelang es, Sean Connery zur Synchronisation seiner Bond-Rolle zu verpflichten. Engelbert von Nordhausen ist in der deutschen Version zu hören. Nordhausen synchronisierte bereits auch zusätzliche Szenen mit Connery in der DVD-Auflage von Sag niemals nie einige Jahre zuvor.
Das Label Europa veröffentlichte die überarbeitete Tonspur des Films als Hörspiel auf Musikkassette. Den im Film nicht vorhandenen Erzähler spricht Norbert Langer.

## Weiterführende Informationen

### Belege
1. ↑   Freigabebescheinigung für James Bond 007 – Liebesgrüße aus Moskau. Freiwillige Selbstkontrolle der Filmwirtschaft, August 2004 (PDF; Prüfnummer: 31 486 V/DVD).
2. ↑  Diese ist von der deutschen Chiffriermaschine Enigma und der Operation Ultra inspiriert: Die Beschaffung der Lector beruht lose auf Ian Flemings Plan aus dem Zweiten Weltkrieg, im Dienst der Naval Intelligence Division eine deutsche Enigma zu beschaffen.
3. ↑  James Bond 007 – Liebesgrüße aus Moskau. In: Deutsche Synchronkartei. Abgerufen am 12. Februar 2021.
4. ↑  Liebesgrüße aus Moskau Audiokommentar, Ultimate Edition DVD.
5. 1 2  Box office / business for James Bond 007 − Liebesgrüße aus Moskau. IMDb, abgerufen am 31. Mai 2013.
6. ↑  Siegfried Tesche: Der große James Bond-Atlas. Wissen Media Verlag, Gütersloh/München 2008, ISBN 978-3-577-07305-9, S. 108.
7. ↑  Bild auf imdb.com
8. ↑  Bericht im Spiegel
9. ↑  AR-7 Survival Rifle. In: notpurfect.com. Abgerufen am 6. Juni 2024.
10. ↑  007 Chronicles (10-10-63). In: mi6-hq.com. 10. Oktober 2013, abgerufen am 13. Oktober 2013.
11. 1 2  Release dates for James Bond 007 – Liebesgrüße aus Moskau. IMDb, abgerufen am 28. Mai 2013.
12. ↑  Production Notes – From Russia With Love. In: mi6-hq.com. Abgerufen am 20. Oktober 2013.
13. ↑  Einspielergebnisse weltweit. In: Stern-Edition 2/2012, S. 72–73.
14. ↑  JAHRGANG 1980–2000. Abgerufen am 18. Februar 2018.
15. 1 2  James Bond 007 – Liebesgrüße aus Moskau. In: Rotten Tomatoes. Fandango, abgerufen am 27. Dezember 2024 (englisch, aggregiert aus 63 Kritiken).
16. 1 2  James Bond 007 – Liebesgrüße aus Moskau. In: Metacritic. Abgerufen am 27. Dezember 2024 (englisch, aggregiert aus 18 Kritiken).
17. ↑  Paul Brenner: James Bond 007 – Liebesgrüße aus Moskau (Memento vom 14. Mai 2019 im Internet Archive) bei AllMovie (englisch)
18. 1 2  James Bond 007 – Liebesgrüße aus Moskau. In: Lexikon des internationalen Films. Filmdienst, abgerufen am 16. Oktober 2016.
19. 1 2  Volltreffer und Rohrkrepierer: sämtliche Bond-Missionen in der Manöverkritik. In: Stern-Edition 2/2012 50 Jahre James Bond, S. 64–71.
20. ↑  Raymond Benson: The James Bond Bedside Companion (Kindle-Edition), Crossroad Press, 2012
21. ↑  Countdown: Ranking the Bond Films (Memento des Originals vom 15. Januar 2007 im Internet Archive)  Info: Der Archivlink wurde automatisch eingesetzt und noch nicht geprüft. Bitte prüfe Original- und Archivlink gemäß Anleitung und entferne dann diesen Hinweis. auf ew.com (englisch), abgerufen am 26. Dezember 2012.
22. ↑  Die 10 besten James Bond Filme aller Zeiten (Memento vom 27. Januar 2013 im Internet Archive) auf: zehn.de, abgerufen am 27. Dezember 2012.
23. ↑  Best Bond Film Results. In: mi6-hq.com. 3. Dezember 2012, abgerufen am 6. Juni 2024 (englisch).
24. ↑  007 MAGAZINE readers vote On Her Majesty’s Secret Service as greatest ever Bond film! In: 007magazine.co.uk. Abgerufen am 6. Juni 2024 (englisch).
25. ↑  James Bond’s Best and Worst: Peter Travers Ranks All 24 Movies. In: rollingstone.com. 9. November 2012, abgerufen am 1. Juni 2024 (englisch).
26. ↑  The best and worst James Bond movies: a ranked list auf timeout.com (englisch), abgerufen am 8. März 2013.
27. ↑  Liebesgrüße aus Moskau. James-Bond-Hörspiele. In: jamesbondfilme.de. Abgerufen am 25. Mai 2013.